# نادي ستوربريدج
نادي ستوربريدج هو نادي كرة قدم بريطاني أٌسس عام 1876. يلعب النادي في الدوري الجنوبي الممتاز.